# Wanda Zajfert
Wanda Janina Zajfert (ur. 13 grudnia 1937 w Dargolewie) – polska zootechnik, agronom, poseł na Sejm PRL V kadencji.

## Życiorys
Uzyskała wykształcenie wyższe, z zawodu inżynier zootechnik. Pracowała jako agronom gromadzki w Gromadzkiej Radzie Narodowej w Pacynie. W 1969 uzyskała mandat posła na Sejm PRL w okręgu Płock z ramienia Polskiej Zjednoczonej Partii Robotniczej. Zasiadała w Komisji Rolnictwa i Przemysłu Spożywczego oraz pełniła funkcję sekretarza Sejmu.